# Madeleine Sicotte
Pour les articles homonymes, voir Sicotte.
Madeleine Sicotte est une actrice québécoise née le 2 novembre 1919 et morte le 26 mai 2007 à l'âge de 87 ans. Elle s'est fait connaître du public surtout pour son rôle de mère de famille dans l'émission jeunesse Les 100 Tours de Centour dans les années 1970. Puis, de 1984 à 1992, elle a tenu le rôle d'Arline Valois, l'épouse du marchand général dans le téléroman Entre chien et loup.

## Filmographie

### Cinéma
- 1957 : Le Survenant (le film) : Marie-Amanda
- 1959 : L'Immigré
- 1975 : Partis pour la gloire
- 1976 : La Piastre : Berthe Tremblay, la mère
- 1976 : Parlez-nous d'amour : Épouse d'un boss de Jeannot

### Télévision
- 1954 - 1957 : Le Survenant (série télévisée) : Marie-Amanda
- 1955 - 1958 : Beau temps, mauvais temps (série télévisée) : Yvonne L'Espérance
- 1963 - 1966 : De 9 à 5 (téléroman) : Gertrude
- 1968 - 1972 : Le Paradis terrestre (série télévisée) : Annette Dumesnil
- 1971 - 1972 : Les 100 Tours de Centour (série télévisée) : Cybèle Coton
- 1975 - 1977 : Y'a pas de problème (série télévisée) : Mme Legendre
- 1976 - 1977 : Bien dans sa peau (série télévisée) : rôle inconnu
- 1978 - 1984 : Terre humaine (série télévisée) : Carmelle Dutilly
- 1984 - 1988 : À plein temps (série télévisée) : Noëlla Cantin
- 1984 - 1992 : Entre chien et loup (série télévisée) : Arline Valois